# Euphorbia columnaris
Euphorbia columnaris är en törelväxtart som beskrevs av Peter René Oscar Bally. Euphorbia columnaris ingår i släktet törlar, och familjen törelväxter.
Artens utbredningsområde är Somalia. Inga underarter finns listade i Catalogue of Life.

## Bildgalleri

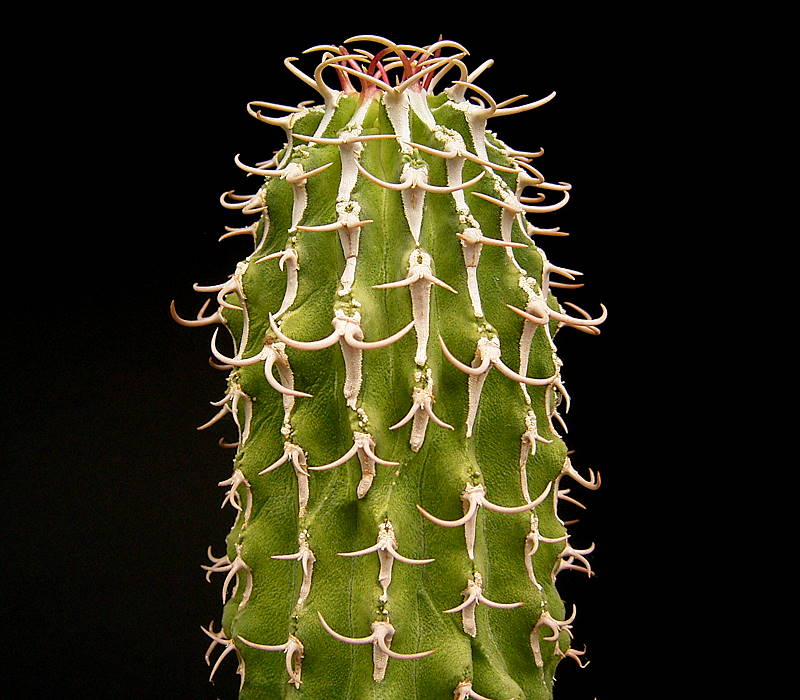
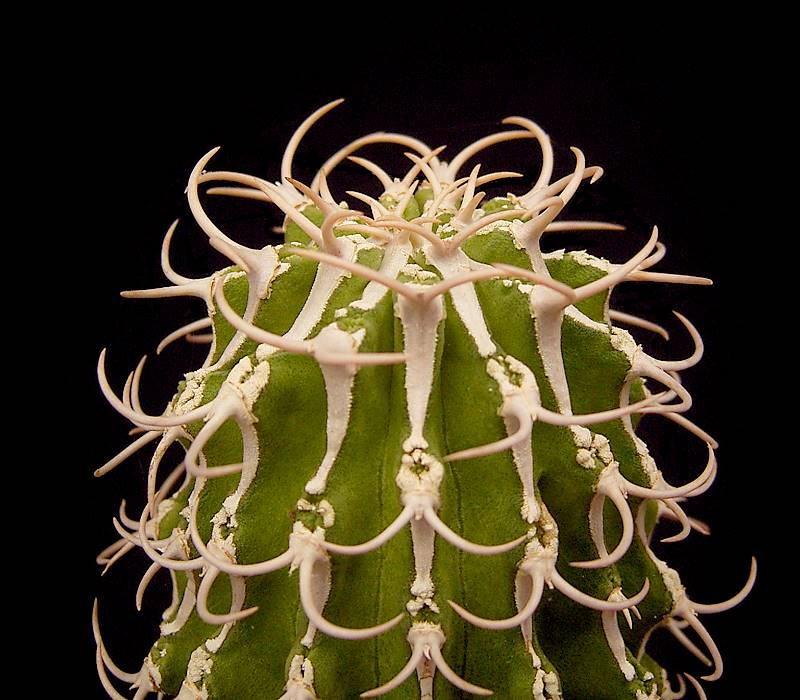